# Assimilatio
Assimilatio, omiosis (upodobnienie) – muzyczna figura retoryczna naśladująca dźwięki natury (np. ptasi śpiew) czy sceny batalistyczne.
Może przyjmować postać np. dwóch naprzemiennych akordów naśladujących chód.